# 電女郎
電女郎（英語：Livewire）是DC漫画旗下的一名女性反派角色。1997年3月於《超人歷險記》第5期中初登場，第一步以她為主體的作品是《动作漫画》（Action Comics）第835期（2006年3月）。

## 簡介

### DC動畫宇宙
本名萊絲莉·威利斯（Leslie Willis），是大都會市的一名电台主播，喜欢在节目中用言语攻击别人為樂。其中超人也是她嘲諷的對象之一，在廣播期間，她憤世嫉俗地攻擊他，以煽動大眾對超人的不信任感。
在一場雷暴雨中的一個晚上，威利斯舉行了一場搖滾音樂會，以紀念她在大都會市廣播電台工作三週年。威利斯無視她的製片人及大都會當局關於暴風雨警告，要求演出繼續進行。後來超人出現了幫助警方維持秩序。威利斯的歌迷向鋼鐵俠投擲東西，以示對她的支持，突然，閃電擊中舞台，將其點燃，超人将威利斯推开到安全地带使其免于雷击，自己却被闪电击中。闪电的电流通过了威利斯所处的舞台的一根电线，仍然击中了她。
威利斯醒來時，她發現自己的皮膚變成了幽靈般的白色，頭髮變成了藍色並直立著。她在醫院看著超人在直播電視上與記者談論這起事故：一位記者暗示超人對威利斯的仇恨言論感到厭倦，可能使她受到傷害以懲罰她。气愤的她将一个电子收音机从插座上拔下来准备丢向电视，就在这时这个既没接电源也没电池的电子收音机居然响了，她發現自己有控制電力的能力。

## 能力
她能够将身体转化成电流通过电路系统移动，並可以完全的控制电流（也包括电子和磁场），释放高强度的电流。通过她的能力可以控制任何使用电的仪器，甚至网络。